# Adiantum capillus-veneris
Adiantum capillus-veneris (culantrillo de pozo), sinónimo: Adiantum pedantum L., es una especie de helecho del género Adiantum.

## Descripción
Es un pequeño helecho vivaz que alcanza los 10-40 cm de altura. Tiene pecíolo recto y fronda finamente pinnada con peciolo negro.

## Distribución y hábitat
Tiene una distribución cosmopolita, es nativo del oeste y sur de Europa, África, Norteamérica y Centroamérica. Frecuente en muros, grutas y orillas de arroyos. Se cultiva comúnmente como planta ornamental.

## Taxonomía
Trachypteris capillus-veneris fue descrita por Carlos Linneo y publicado en Species Plantarum 2: 1096. 1753.
Etimología;
Adiantum: nombre genérico que proviene del griego antiguo, que significa "no mojar", en referencia a las hojas, por su capacidad de arrojar el agua sin mojarse.
capillus-veneris: epíteto
Sinonimia
- Adiantum affine Willd.
- Adiantum africanum R.Br.
- Adiantum capillaceum Dulac
- Adiantum capillus Sw.
- Adiantum coriandrifolium Lam.
- Adiantum cuneifolium Stokes
- Adiantum emarginatum Bory
- Adiantum fontanum Salisb.
- Adiantum fumarioides Willd.
- Adiantum lingii Ching
- Adiantum maderense Lowe
- Adiantum marginatum Schrad.
- Adiantum michelii Christ
- Adiantum modestum Underw.
- Adiantum moritzianum Link
- Adiantum paradiseae Bak.
- Adiantum pseudocapillus Fée
- Adiantum remyanum Esp.Bustos
- Adiantum remyanum Espinosa
- Adiantum repandum Tausch
- Adiantum rimicola Sloss.
- Adiantum schaffneri E.Fourn.
- Adiantum subemarginatum Christ
- Adiantum trifidum  Willd. ex C.Bolle
- Adiantum visianii  Schlöss. & Vukot

## Propiedades
Principios activos
Ácido gálico y tánico, principios amargos, goma, trazas de aceite esencial, abundantes mucílagos, flavonoides.
Indicaciones
Es un excelente demulcente, con efecto antiinflamatorio, béquico, mucolítico y expectorante.[cita requerida]
Sirve como desintoxicante en casos de etilismo. Galactógeno, antifurfuráceo, según autores diaforético, astringente, emoliente, diurético y emenagogo.[cita requerida]
Indicado para faringitis, bronquitis, catarros, asma, cistitis y uretritis. En uso tópico se usa en dermatitis, estomatitis, gingivitis, parodontopatías y vulvovaginitis.[cita requerida]
Preparación, recetas
Se usan las sumidades aéreas (frondes). Se recolecta en junio y julio.
- Infusión: una cucharadita de postre por taza. Infundir durante 20-30 minutos. Tomar tres tazas al día tras las comidas. Las frondas tienen sabor amargo y discreto olor aromático.[cita requerida]
- Decocción al 2 %: preferiblemente con anís, menta o regaliz, para mejorar el sabor.

 Aviso médico
Otros usos
Como sustituto del té. Desde la Grecia antigua se usó para combatir la caída del cabello, triturado y mezclado con aceite o vinagre.

## Denominación popular
- Castellano: adianto, arañuela, brenca, brensa, cabellera de Venus, cabello de Venus, cabellos de Venus, capilaria, capilera, colantrillo, culandrillo, culantrillo, culantrillo de Montpellier, culantrillo de pozo, culantro de pozo, curandrillo, diabólica, falcija, falcilla, falsía, falsia, hierba de las mal parías, perejil borde, polytrico, rosada, sanguinaria, yerba brensa, yerba de las malparias, zanca de morenillo, zancamorenilla, zanca moretilla.[6]